# Anfigenia
Anfigenia (in greco antico: Αμφιγένεια?) era una polis dell'antica Grecia ubicata nell'Elide, menzionata da Omero nel catalogo delle navi de'Iliade, dove figurava tra i territori governati da Nestore.

## Storia
Strabone la ubica nella regione denominata Macistia, vicina al fiume Ipsento e menziona che aveva un santuario dedicato a Latona.
Secondo l'archeologo Spyridōn Marinatos, Anfigenia dovrebbe essere localizzata nella piccola città chiamata Muriatada, a 9 km. ad est di Ciparisia.